# George Buckland
George Frederick Buckland (Didsbury, 13 aprile 1883 – Timperley, 28 gennaio 1937) è stato un giocatore di lacrosse britannico, vincitore di una medaglia d'argento nel lacrosse maschile a squadre ai Giochi della IV Olimpiade.

## Palmarès
In carriera ha conseguito i seguenti risultati:
- Giochi olimpici

Londra 1908: argento nel lacrosse maschile a squadre.